# Teoria do cisne preto

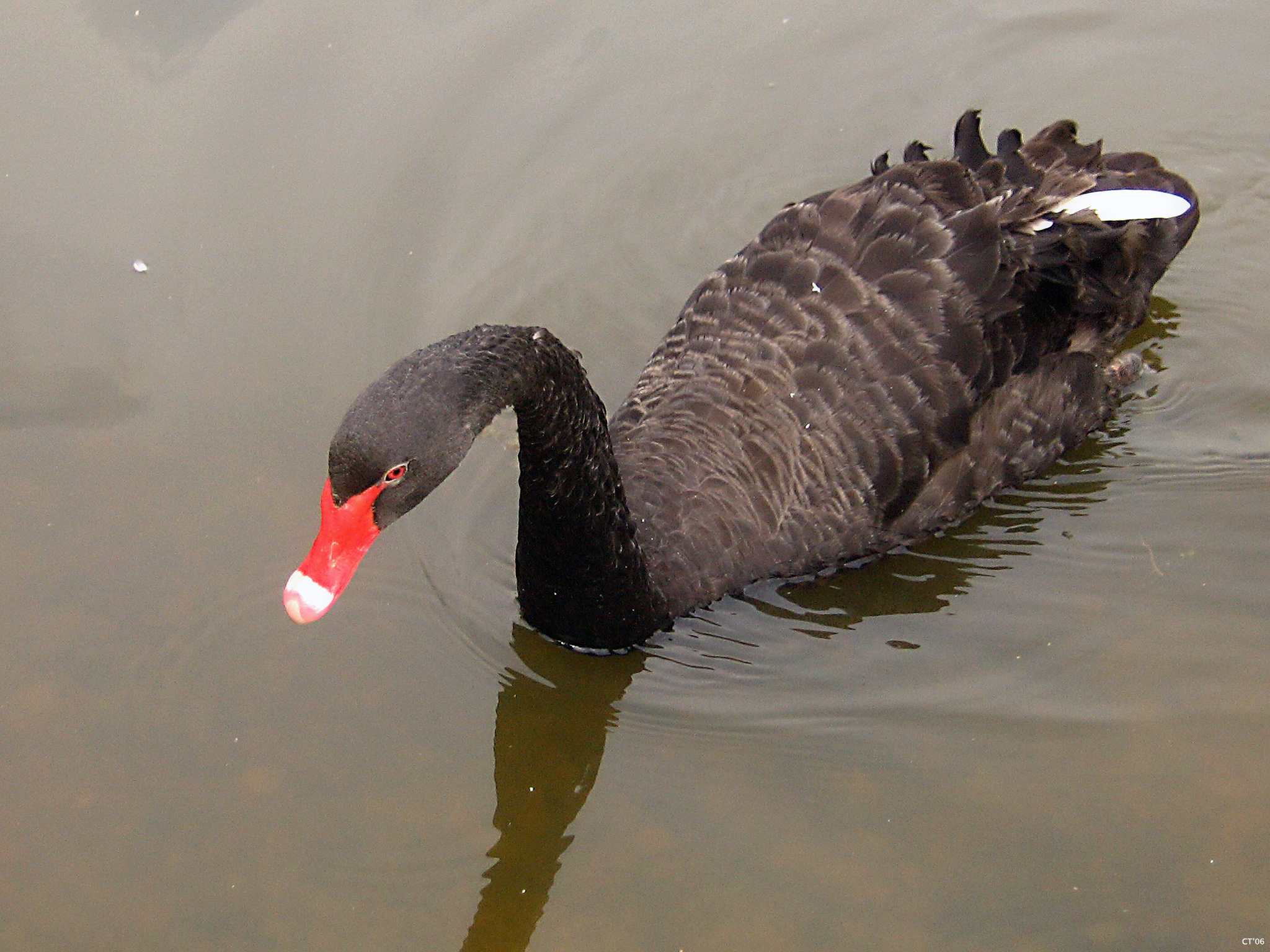
Um cisne preto, membro da espécie Cygnus atratus, que permaneceu indocumentada até ao século XVIII

A Teoria do Cisne Preto foi concebida por Nassim Nicholas Taleb. Ela é utilizada para explicar:
1. Um acontecimento de impacto desproporcionado ou um evento raro aparentemente inverosímil, para lá das expectativas normais históricas, científicas, financeiras ou tecnológicas.
2. A impossibilidade de calcular a probabilidade de eventos raros, porém consequentes, através de métodos científicos (dada a ínfima probabilidade da sua natureza).
3. O viés psicológico que leva uma pessoa individualmente ou coletivamente a não ver ou não querer ver a importância decisiva de determinado evento raro no desenrolar da História.

Ao contrário do conceito filosófico inicial de "problema do Cisne Preto" no qual se afirmava que todos os cisnes são brancos, algo que mais tarde se provou falso com a descoberta no século XVIII de uma raça de cisnes pretos, a Teoria do Cisne Preto refere-se apenas a eventos inesperados de grande magnitude e consequências no contexto da sua influência histórica. Tais eventos, considerados extremos atípicos, coletivamente representam um papel mais importante do que os acontecimentos normais.
1. ↑  Nast, Condé (21 de abril de 2020). «The Pandemic Isn't a Black Swan but a Portent of a More Fragile Global System». The New Yorker (em inglês). Consultado em 28 de agosto de 2022